# Fairey Swordfish
«Фейрі Сордфіш» («Риба-меч», англ. Fairey Swordfish) — британський палубний торпедоносець-біплан виробництва авіакомпанії Fairey Aviation Company часів Другої світової війни. Літак перебував на озброєнні Повітряних сил Королівського флоту, а також у Королівських повітряних силах Великої Британії, Канади та у Королівському флоті Нідерландів.
Розроблений ще до початку війни і прозваний «Авоською» (англ. Stringbag) через свою архаїчну конструкцію з багатьма перекладинами, ще до початку активної фази бойових дій на морі «Сордфіш» вважався застарілим. Втім, завдяки своїм відмінних якостям цей літак можна вважати одним з найкращих літаків-торпедоносців Другої світової. «Сордфіш» прославився в низці кампаній та битв, серед найяскравіших — напад британського флоту на італійську ВМБ у Таранто і славетна атака на «Бісмарк». На його рахунку лічиться більша сумарна водотоннажність потоплених кораблів і суден, ніж у будь-якого іншого літака союзників. Він виготовлявся до 1944 року, і застосовувався довше ніж його очікуваний наступник Fairey Albacore, практично до дня перемоги у війні в Європі.

## Історія створення
На початку 30-тих років компанія Fairey з власної ініціативи почала розробку літака під індексом TSR I (абревіатура від «Торпедоносець-Патрульний-Розвідувальний» англ. Torpedo-Spotter-Reconnaissance). Планувалось, що цей літак буде продаватись на експорт, а не для використання в королівських ВПС. Проте офіційна специфікація S.9/30 бралася до уваги і літак розробляли з характеристиками близькими до вимог специфікації. В процесі випробувань в серпні 1933 року прототип TSR I був втрачений, але на його основі почалась розробка вдосконаленої моделі.
Нова модель отримала позначення TSR II і будувалась з розрахунком задовольнити нову специфікацію S.15/33. Літак було подовжено, змінено профілі крила, а також доопрацьований хвіст. В якості двигуна було встановлено Bristol Pegasus IIM потужністю 690 к.с. 17 квітня 1934 року відбувся перший політ прототипу літака. Пізніше випробовування проводились на авіаносці «Корейджес», а також з шасі заміненим на поплавки. Тестові польоти були успішними, ВПС зацікавив новий літак, і спеціально для цього було видано специфікацію S.38/34, а у квітні 1935 року було зроблене замовлення на 86 літаків, які і отримали назву Fairey Swordfish.
В 1942 році, «Сордфіші» майже повністю перевелись на анти-субмаринне патрулювання. Для підвищення ефективності літака в цій ролі спочатку була розроблена модифікація Mk.II, яка могла переносити некеровані ракети — доволі грізну зброю проти малих суден, а дещо пізніше Mk.III оснащену радіолокаційною системою ASV Mk.X.
Серійне виробництво літака тривало аж до 1944 року, 18 серпня 1944 року виробництво «Сордфішів» було припинено, останній випущений літак типу Swordfish III був відправлений до військової частини. За весь цей час був виготовлений 2391 літак (692 — компанією Fairey та 1 699 — Blackburn). Найбільш масовим стала версія Swordfish Mark II, яких випустили 1080 одиниць.

## Конструкція
Перша модифікація літака Swordfish Mk.I оснащувалась радіальним двигуном Bristol Pegasus IIIM потужністю 690 к.с. (515 кВт.) з трилопастним металевим гвинтом постійного кроку. Суцільнометалеві крила з тканинним покриттям мали два ряди перекладин з кожного боку, елерони на верхньому і нижньому крилі, а також велику кількість тросів і додаткових перекладин для забезпечення міцності. Для зберігання на авіаносцях крила складались назад.
Хвіст був звичної на той час конструкції: горизонтальні поверхні підтримувалась розпірками, рулі висоти і напрямку теж були металевими з тканинним покриттям. В фюзеляжі розташовувались дві відкриті кабіни: пілота спереду і двомісна дещо позаду. Фюзеляж теж мав металевий каркас, проте в передній частині обшивався легкими сплавами, а в задній частині — тканинами. За потреби замість одного місця позаду міг встановлюватись додатковий паливний бак.
Шасі фіксоване з амортизаторами типу «Олео». За потреби шасі могло замінюватись на металеві поплавки, кожен з яких мав невелике стерно для руху по воді.
Озброєння складалось з одного синхронізованого з гвинтом курсового 7.7-мм кулемета Vickers .303 і одного кулемета Lewis або Vickers .303 в задній кабіні. На підвісах могла розташовуватись одна 18-и дюймова (0,46 м.) 730 кілограмова торпеда. Іншими варіантами підвісного озброєння були: одна 680 кг міна чи 681 кг бомб.

## Основні модифікації

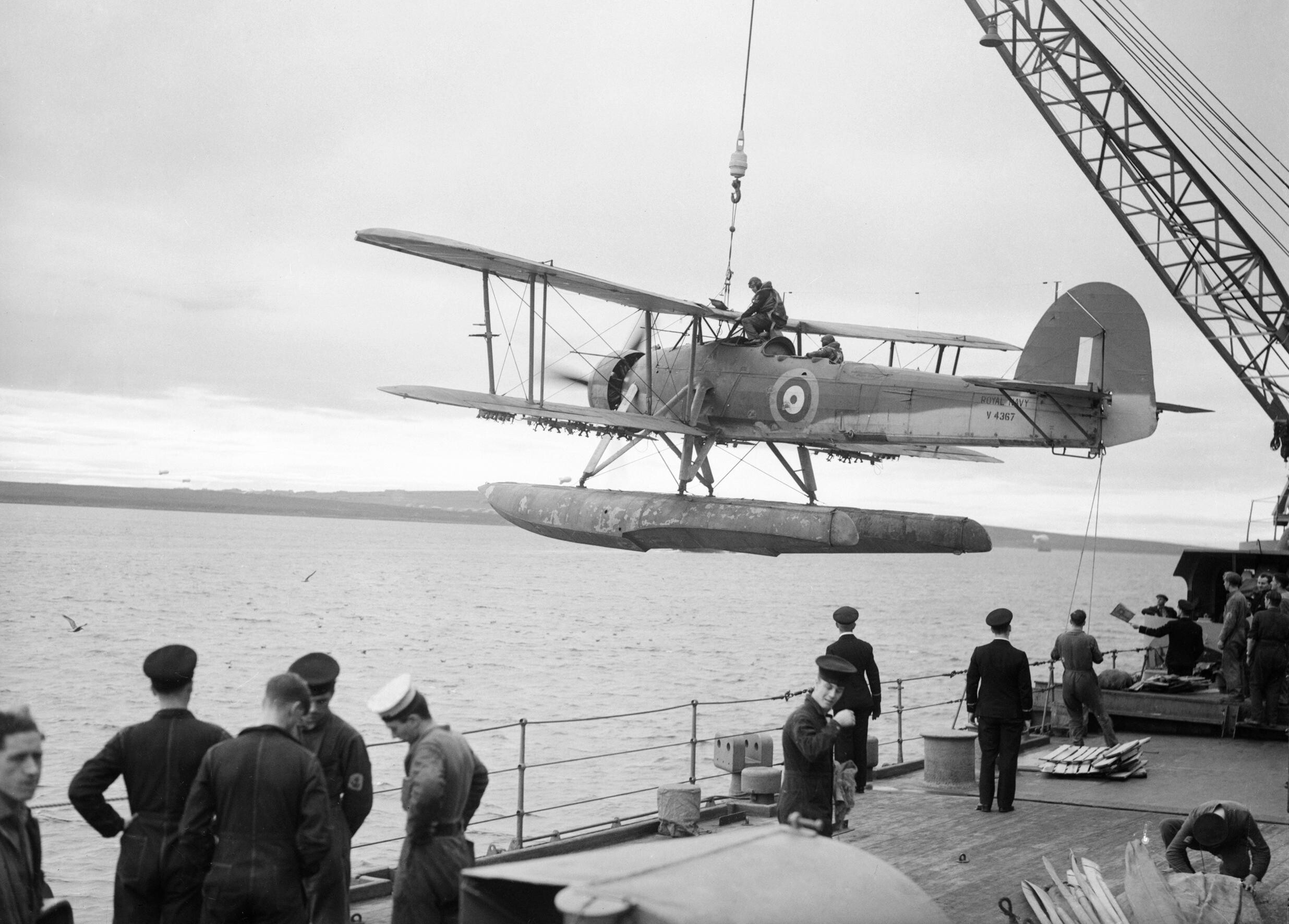
Поплавковий Fairey Swordfish піднімають на борт лінкора «Малая»

- Mk.I — перший серійний варіант з двигуном Bristol Pegasus IIIM. Була можливість застосовувати, як і колісне так і поплавкове шасі (991 од.)
- Mk.II — використано потужніший двигун Bristol Pegasus 30 (на декількох перших все ще стояв IIIM). Додано можливість використовувати некеровані ракети, для цього нижнє крило було частково обшите металом. (1080 екз.)
- Mk.III — додано радіолокаційну систему ASV Mk.X (знизу фюзеляжу між шасі) для пеленгування надводних цілей. (320 екз.)
- Mk.IV — навчальний варіант з закритою кабіною, що виготовлявся в Канаді. Частина була перероблена в бойові літаки пізніше. (15 екз.)

## Історія використання

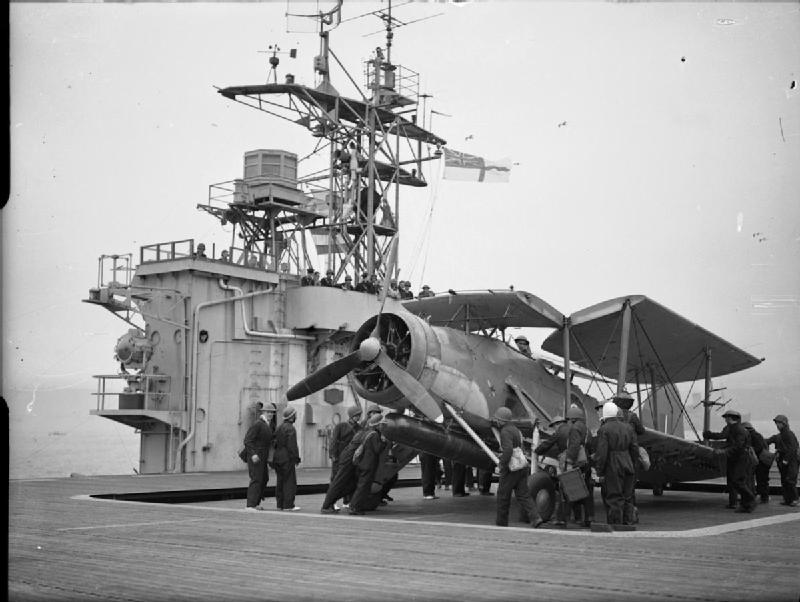
Fairey Swordfish готують до зльоту з авіаносця «Баттлер»

Першою, в липні 1936 року, «Сордфіші» отримала 825-а ескадрилья, а до кінця року було ще оснащено 812-у, 813-у і 823-у ескадрильї. На флоті «Сордфіші» замінювали цілий набір різних літаків — Fairey Seal, Blackburn Baffin і Blackburn Shark. До 1938 року «Сордфіш» замінив усі торпедоносці в палубній авіації Королівського флоту і до 1940 року був єдиним літаком свого типу. На момент початку війни було «Сордфішами» було укомплектовано 13 ескадрилей, 12 з яких розміщувались на авіаносцях. Поплавковий варіант літака розміщувався на більшості лінкорів і крейсерів.
Протягом «дивної війни» «Сордфіш» залучався до патрулювань, а перші бойові вильоти почались з початком норвезької кампанії. Зокрема 13 квітня 1940 року під час битви за Нарвік «Сордфіш» лінкора «Ворспайт» зміг потопити підводний човен U-64, який став першим на рахунку флотської авіації Британії. Ця битва стала першою в якій активно використовувались «Сордфіші», які розміщувались на авіаносцях «Глоріес» і «Ф'юріос». Загалом вони залучались до атак на наземні і морські цілі, а також до патрулювання.
В червні 1940 року 830-тя ескадрилья оснащена «Сордфішами» була перекинута на Мальту, звідки вони здійснювали нальоти на Сицилію, а також ескортні місії. Після капітуляції Франції, «Сордфіші» з авіаносця «Арк Роял» завдали значних пошкоджень лінкору «Дюнкерк», а з авіаносця «Гермес» — лінкору «Рішельє». «Сордфіші» Берегового командування почали мінування і бомбардування французьких портів у Ла-Манші.
Найуспішнішою операцією «Сордфішів» можна вважати наліт на італійську військово-морську базу в Таранто 12 листопада 1940 року. Тоді літаки 813-ї, 815-ї, 819-ї і 824-ї ескадрилей розміщених на авіаносці «Ілластріас» змогли нанести серйозні пошкодження лінкорам «Літторіо», «Кайо Дуіліо», «Конте ді Кавур» (потоплений), важким крейсерам «Тренто» і «Больцано», а також двом есмінцям, при цьому втративши тільки два літаки.
Наступною відомою операцією стало полювання на німецький лінкор «Бісмарк», коли «Сордфіші» авіаносця «Арк Роял» торпедною атакою вивели з ладу систему керування кораблем і зробили його легкою мішенню для наступної атаки британських лінкорів «Кінг Джордж V» і «Родні» та крейсерів.
Останньою операцією «Сордфішів» проти великих кораблів стало перехоплення німецьких лінкорів «Шарнгорст» і «Гнейзенау» під час їхнього прориву через Ла-Манш в лютому 1942 року. Британське командування намагалось усіма засобами перешкодити операції німецького флоту і однією з останніх спроб став наліт 6 «Сордфішів» 825-ї ескадрильї під командуванням лейтенанта Есмонда. Проте німецькі кораблі мали винищувальне прикриття, а також непогані засоби ППО і операція закінчилась катастрофічно: були втрачені всі літаки без жодного торпедного влучання, тільки 5 з 18 членів екіпажу було пізніше врятовано в морі.
Наприкінці 1941 року основним завданням «Сордфішів» стали операції проти підводних човнів з палуб ескортних авіаносців. Для таких завдань часто використовувались пари літаків «Сордфішів Mk.II» і «Mk.III», третя модифікація оснащувалась радаром і наводила на ціль озброєну ракетами і мінами другу. Літаки повністю справлялись з покладеними на них завданнями і в такій ролі несли службу майже до закінчення війни. Можна відзначити ескортну операцію в серпні 1944 року, коли за один похід «Сордфіші» авіаносця «Віндекс» потопили чотири німецькі підводні човни. Останній бій з німецьким підводним човном відбувся 20 квітня 1945 року. Через місяць, 21 травня, «Сордфіші» було знято з озброєння 836-ї ескадрильї, останньої в Британії.

## Тактико-технічні характеристики

Fairey Swordfish Mk I

Дані з Ударная авиация Второй Мировой — штурмовики, бомбардировщики, торпедоносцы

### Технічні характеристики
|                       | Mk.I                 | Mk.I (гідроплан)     | Mk.II              | Mk.III             |
| --------------------- | -------------------- | -------------------- | ------------------ | ------------------ |
| Довжина               | 10,87 м              | 12,32 м              | 10,87 м            | 10,87 м            |
| Висота                | 3,92 м               | 4,11 м               | 3,92 м             | 3,92 м             |
| Розмах крил           | 13,87 м              | 13,87 м              | 13,87 м            | 13,87 м            |
| Площа крил            | 56,39 м²             | 56,39 м²             | 56,39 м²           | 56,39 м²           |
| Маса порожнього       | 1905 кг              | 2265 кг              | 2135 кг            | 2360 кг            |
| Маса спорядженого     | 3410 кг              | 3685 кг              | 4035 кг            | 4200 кг            |
| Двигун                | Bristol Pegasus IIIM | Bristol Pegasus IIIM | Bristol Pegasus 30 | Bristol Pegasus 30 |
| Потужність            | 690 к. с.            | 690 к.с.             | 750 к.с.           | 750 к.с.           |
| Максимальна швидкість | 245 км/г             | 225 км/г             | 230 км/г           | 220 км/г           |
| Операційна дальність  | 880 км               | 780 км               | 880 км             | 880 км             |
| Максимальна дальність | 1700 км              | 1650 км              | 1660 км            | 1660 км            |
| Практична стеля       | 5200 м               | 4300 м               | 5800 м             | -                  |

### Озброєння
- Стрілецьке:

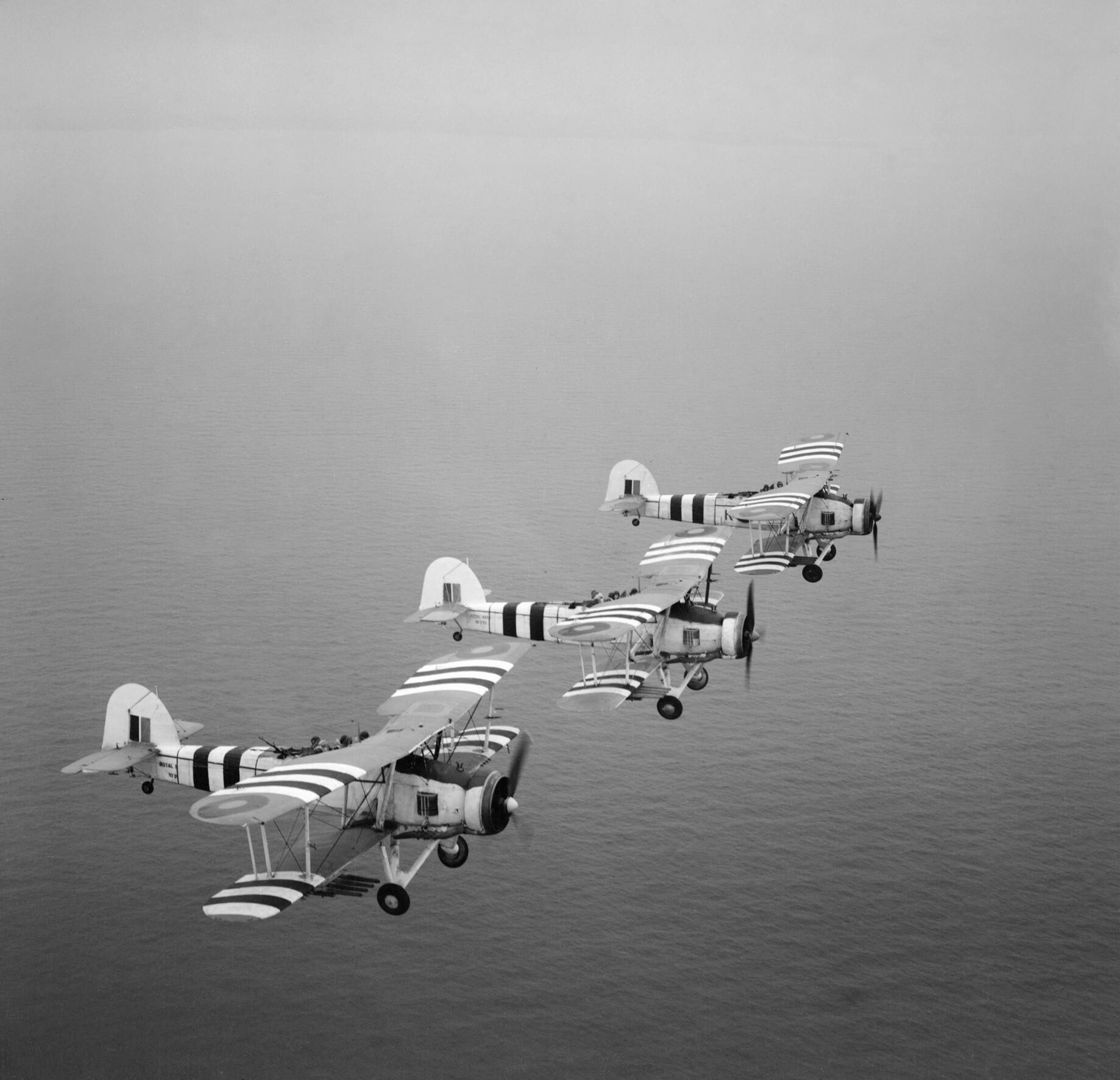
Оснащені ракетами RP-3 Fairey Swordfish в польоті.

  - 7,7-мм курсовий кулемет Vickers K
  - 7,7-мм кулемет Vickers K/Lewis в турелі
- Бомбове:
  - 1 × 18-и дюймова 730 кілограмова авіаційна торпеда
  - 1 × 680 кг морська міна
  - до 681 кг бомб в варіантах:
    - 2 × 227 під фюзеляжем і 2 × 113 під крилами
    - 1 × 227 під фюзеляжем і 2 × 227 під крилами

  - 8 некерованих ракет (в Mk.II)

## Країни-оператори торпедоносця-біплана Fairey Swordfish
- Австралія
- Канада
- Нідерланди
- Франкістська Іспанія
- Королівство Італія
- Велика Британія

## Відео
- Fairey Swordfish [Архівовано 25 січня 2014 у Wayback Machine.]
- Fairey Swordfish MkII [Архівовано 25 січня 2014 у Wayback Machine.]
- Fairey Swordfish  [Архівовано 25 січня 2014 у Wayback Machine.]